# 班科 (馬里)
班科（法語：Banco），是馬里的城鎮，位於該國西南部，由庫利科羅區的迪瓦拉省負責管轄，處於巴尼芬河畔，面積911.64平方公里，2009年人口36,726，人口密度每平方公里40人。
12°29′N 6°48′W / 12.483°N 6.800°W